# 貢薩洛·伊納西奧
贡萨洛·贝尔纳多·伊纳西奥（葡萄牙語：Gonçalo Bernardo Inácio；2001年8月25日—），葡萄牙職業足球員，司職中後衛，現效力葡超球會體育CP及代表葡萄牙出賽。他也曾為葡萄牙各級青年隊出賽。

## 俱樂部生涯
伊納西奧2001年8月25日出生於葡萄牙阿爾馬達。在加入葡萄牙體育CP青訓學院前在阿爾馬達當地的俱樂部開始了職業生涯，他於2012年加入葡超球隊體育CP。
2021年3月19日，葡超聯賽體育CP1:0小勝吉馬良斯。小將伊納西奧在第42分鐘攻入全場唯一進球。

## 國家隊生涯
國家隊生涯中他入選過各級別的國家青年隊，但U20、U21都未入選。2021年8月，他成功入選新一期的葡萄牙國家足球隊大名單。

## 外部連結
- Sporting official profile （页面存档备份，存于） （葡萄牙語）
- 貢薩洛·伊納西奧於ForaDeJogo的個人資料
- National team data （页面存档备份，存于） （葡萄牙語）
- Soccerway資料庫：貢薩洛·伊納西奧